# Kotlarnia
Kotlarnia (dodatkowa nazwa w j. niem. Jakobswalde) – wieś w Polsce położona w województwie opolskim, w powiecie kędzierzyńsko-kozielskim, w gminie Bierawa.
Wieś leży nad rzeką Bierawką, dopływem Odry.

## Nazwa
W alfabetycznym spisie miejscowości na terenie Śląska wydanym w 1820 roku we Wrocławiu przez Johanna Knie miejscowość występuje pod obecnie używaną polską nazwą Kotlarnia oraz zgermanizowaną Jakobswalde Nazwa niemiecka była nazwą urzędową do roku 1945. Po zakończeniu II wojny światowej polska administracja wprowadziła nazwę polską.

## Historia
Kotlarnia powstała w XVIII wieku jako osada hutnicza. Książę Hohenlohe, rezydujący w Sławięcicach, założył w okolicy Kotlarni szereg większych lub mniejszych zakładów hutniczych.
W 1702 księstwo Sławięcice otrzymał od Augusta Mocnego (późniejszego króla Polski) hrabia Jakub Flemming. Był on na dworze Augusta w Dreźnie wpływowym człowiekiem.
W 1709 Jakub Flemming wybudował w lasach w pobliżu Kotlarnii kuźnię mosiądzu oraz fabrykę blach miedzianych, a także fabrykę drutu i luster. Jednocześnie sprowadził do prowadzenia tych zakładów specjalistów z Saksonii, Brandenburgii i Gór Rudawskich. Osadę nazwał Jakobswalde. Osiadli tu ludzie byli zwolnieni od wszelkich podatków.
W 1714 dobra Sławięcic przeszły w posiadanie saksońskiego hrabiego Adolfa Magnusa von Hoym, ministra króla Augusta Mocnego. On to rozbudował Kotlarnię do ośrodka przemysłowego. W 1782 przez małżeństwo córki hrabiego Adolfa Magnusa - Marii Amalii hrabianki von Hoym z księciem Fryderykiem Ludwikiem (von Hohenlohe-Ingelfingen-Oehringen), dobra Sławięcic a wraz z nimi Kotlarnia, przeszły na własność von Hohenlohe-Oeringen-Ujest i pozostały do 1945.
Surowcami do produkcji mosiądzu były miedź i ruda cynku. Miedź sprowadzano z Węgier a rudę cynku od właściciela kopalń Soharleha z okolic Bytomia. Potrzebny do opalania hut materiał dawały okoliczne lasy w postaci węgla drzewnego. Po wojnie siedmioletniej król Fryderyk II Wielki ograniczył prawa przywozu miedzi, jednak udało się utrzymać przywóz z Węgier. Wykupiono i zamknięto huty mosiądzu w innych regionach w celu uniknięcia konkurencji.
W drugiej połowie XVIII wieku nastąpił wielki rozwój przemysłu w Kotlarni. W 1774 uruchomiono fabrykę łyżek. W fabryce mosiądzu około 1780 produkowano czarny drut, drut okienny, drut zegarmistrzowski, mosiądz na instrumenty muzyczne oraz mosiądz w sztabach. Wartość tych wyrobów to 6007 cetnarów 33038 talarów rocznie. Jedną trzecią tych wyrobów sprzedawano do Szwecji i Polski. W 1791 było tu 12 różnych zakładów. Wokół Kotlarni, w Starej Kuźni, Ortowicach i Goszycach powstały również zakłady. Wydobywano tu również rudę żelaza. Jednak pod koniec XVIII wieku zaprzestano wydobywania.
W Kotlarni wyrabiano również pojemniki do wina. Zarząd tych zakładów znajdował się w Kotlarni. Tu mieszkali dyrektorzy fabryk. Do 1804 dyrektorem był nijaki Fischer. Od 1810 aż do 1847 dyrektorem był Karol Korb. Za jego czasów powstało dużo nowych zakładów i walcownia blachy w Blachowni, wysoki piec w Sławięcicach, nowa huta za Kotlarnią, walcownia w Goszycach, w Korzonku (województwo opolskie) huta z 2 piecami, w Kotlarni nowa walcownia i huta wytopu żelaza. Dowodem wysokiej jakości miejscowej produkcji było otrzymanie złotego medalu na wystawie produktów przemysłowych w Berlinie w 1844.
Od końca XVIII w. do 1933 r. na wizerunku pieczęci gminnej umieszczono topór w słup, dookoła niego zawinięty drut.
W 1815 było tu 776 mieszkańców a później ich liczba dochodziła do 2000. Aby zabezpieczyć sobie siłę roboczą, książę wydzierżawił ziemię mieszkańcom i pracownikom fabryk. W 1848 nastąpiło zamknięcie tutejszych fabryk. Nastąpił powolny upadek miejscowości, fachowcy wyjechali, część domów i zabudowań rozebrano. Jako pozostałość zabudowań hutniczych do dziś można spotkać nazwy: Walkownia (przysiółek) oraz budynek leśnictwa Friedrichshütte (huta Fryderyka).
W latach 1954–1972 wieś należała i była siedzibą władz gromady Kotlarnia.

## Zabytki
Do wojewódzkiego rejestru zabytków wpisany jest:
- kościół parafialny w Kotlarni pochodzący z 1815 r. dawny kościół ewangelicki

inne zabytki:
- dawna ewangelicka szkoła z 1818 r.
- budynki dyrekcji huty, z XVIII wieku, oraz dawne budynki robotników i magazyny
- cmentarz ewangelicki z wieloma żelaznymi nagrobkami. Na miejscu zniszczonych grobowców rodzin Korb i Fischer znajduje się pomnik.

## Gospodarka
- Betafence – producent systemów ogrodzeniowych i kontroli dostępu.
- Kopalnia Piasku Kotlarnia - przedsiębiorstwo wydobycia piasku i przewoźnik kolejowy
- Kopalnia Piasku Kotlarnia - Linie Kolejowe - zarządca infrastruktury kolejowej

## Komunikacja: układ drogowy, PKS
- Przez Kotlarnię przechodzi ważna droga wojewódzka: 408.
- Przedsiębiorstwo Komunikacji Samochodowej S.A. posiada w Kotlarni zlokalizowane 2 przystanki.
  - Rozkład jazdy PKS w Kotlarnii

## Legenda – O stawie i kamieniu husyckim
W Kotlarni znajduje się staw. Na jego brzegu jest wielki głaz, przylegający do starego dębu. Gdy husyci plądrowali Śląsk, przybyli i w okolice Kotlarni. Ludność została ostrzeżona i zakopała swoje skarby pod wielkim dębem na skraju stawu. Zrobiono chodnik obudowany drewnem, schowano skarby a wejście zamknięto wielkim głazem, który leżał na brzegu. Gdy husyci przybyli, kazali mieszkańcom przynieść swoje skarby. Ale ci nie chcieli ich oddać. Wtedy zaczęto ich katować. Ostatecznie jednak zdradzili, gdzie zakopali skarby. Husyci odwalili kamień i weszli w chodnik. Ale wtedy zerwała się wielka burza. Wejście w chodnik leżało dość nisko. Wody stawu wzburzyły się i wdarły do chodnika. Wszyscy husyci, którzy tam byli, zostali zatopieni. Siła burzy przesunęła kamień i zamknęła otwór chodnika. Będący tam husyci zostali przytłoczeni. To wszystko miało się dziać około piątej godziny. Gdy teraz tam ktoś przechodzi to może usłyszeć wydobywające się jęki. Mieszkańcy Kotlarni nie odważyli się wydobyć swych skarbów z obawy, że husyci powstaną i ich zabiją.

## Osoby związane z Kotlarnią
- Ernest Fryderyk Zwirner (ur. 28 lutego 1802 roku w Kotlarni) – syn mistrza hutniczego. W latach 1833–1861 pracował jako architekt przy budowie katedry w Kolonii. Projektował i budował również inne kościoły i zamki
- Johann Wolfgang von Goethe – znany niemiecki poeta. Odwiedził Kotlarnię. W swoich opowiadaniach z podróży opisał piękną śląską, przemysłową miejscowość – Kotlarnię.

## Galeria

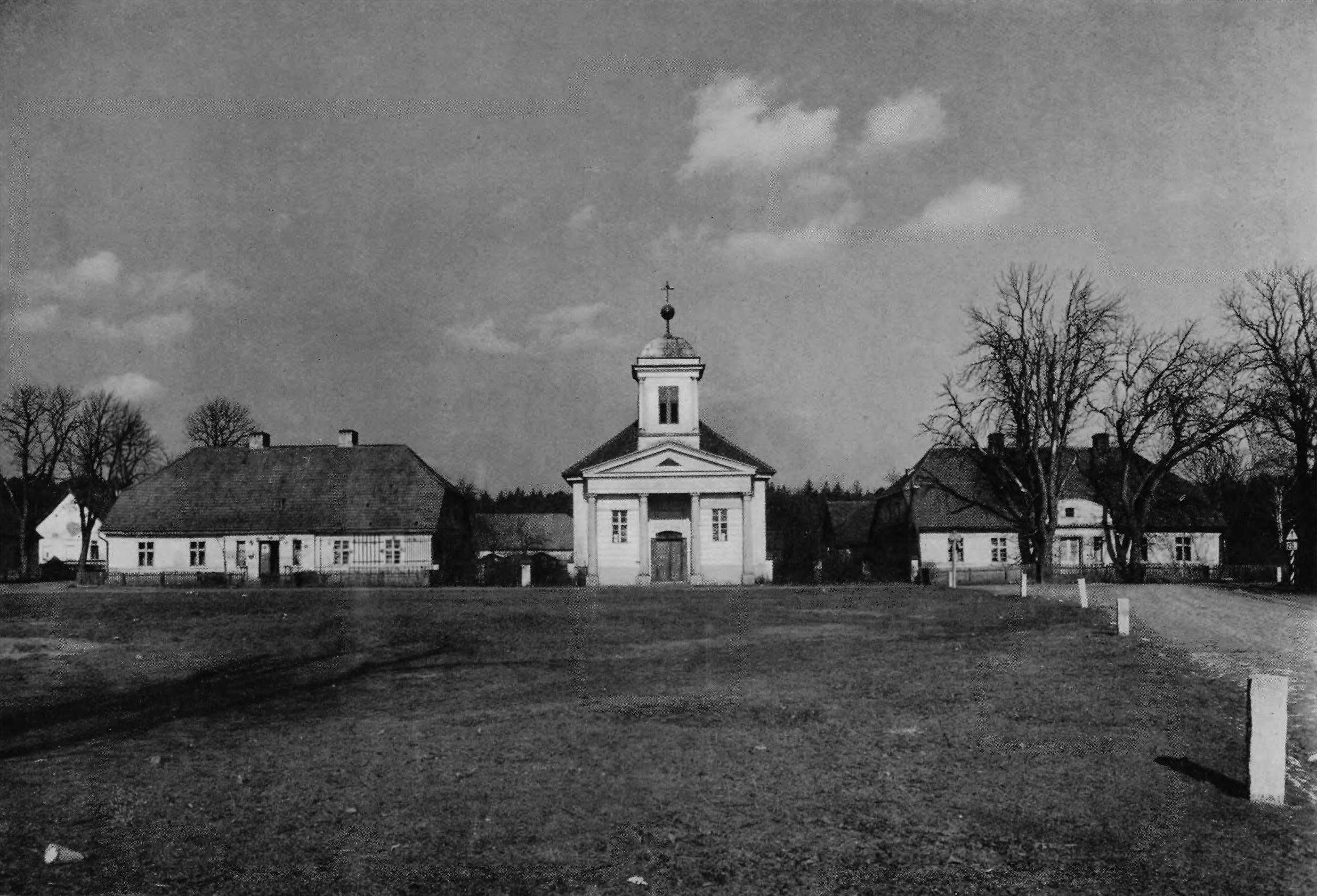
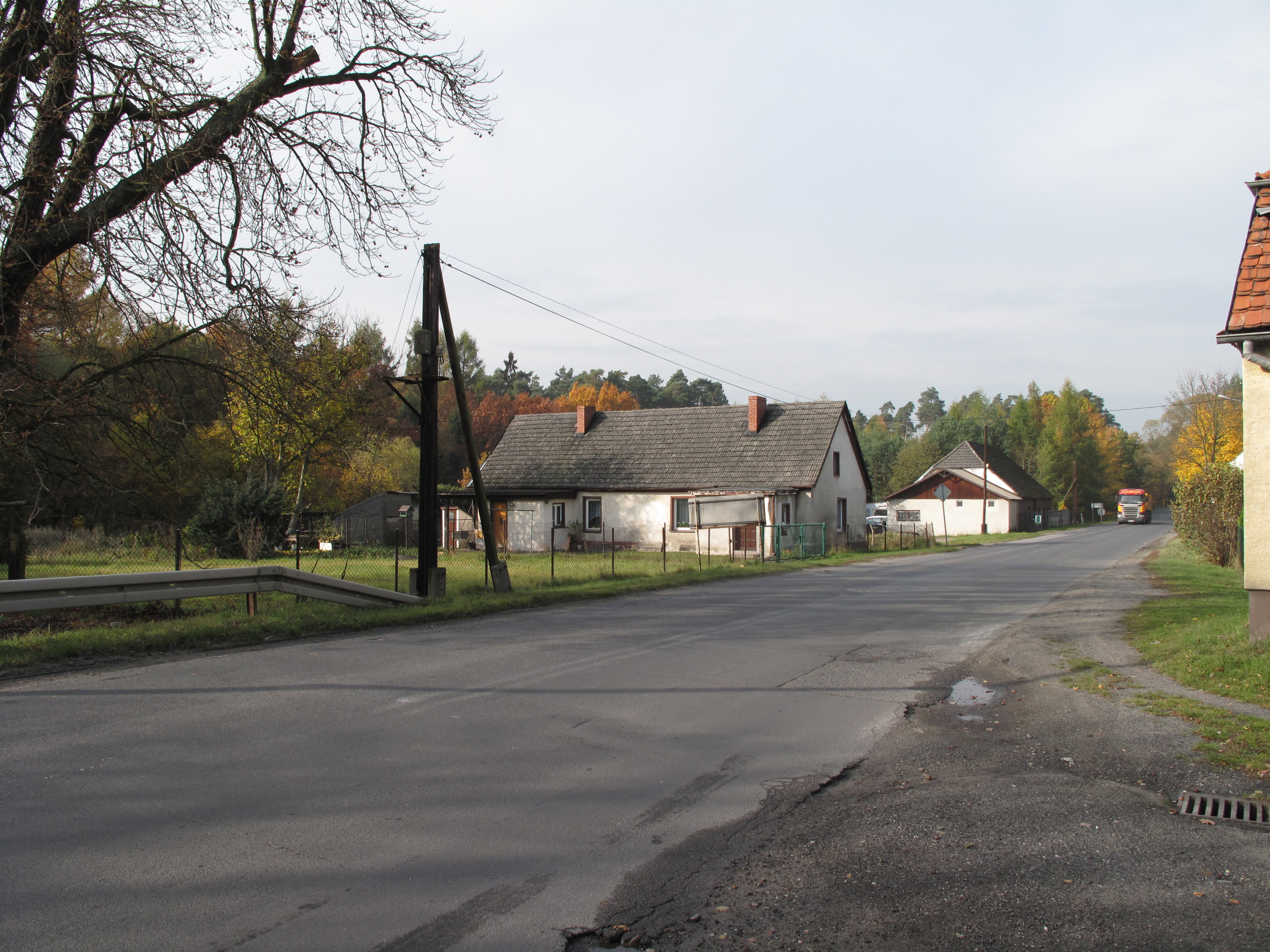
Ulica
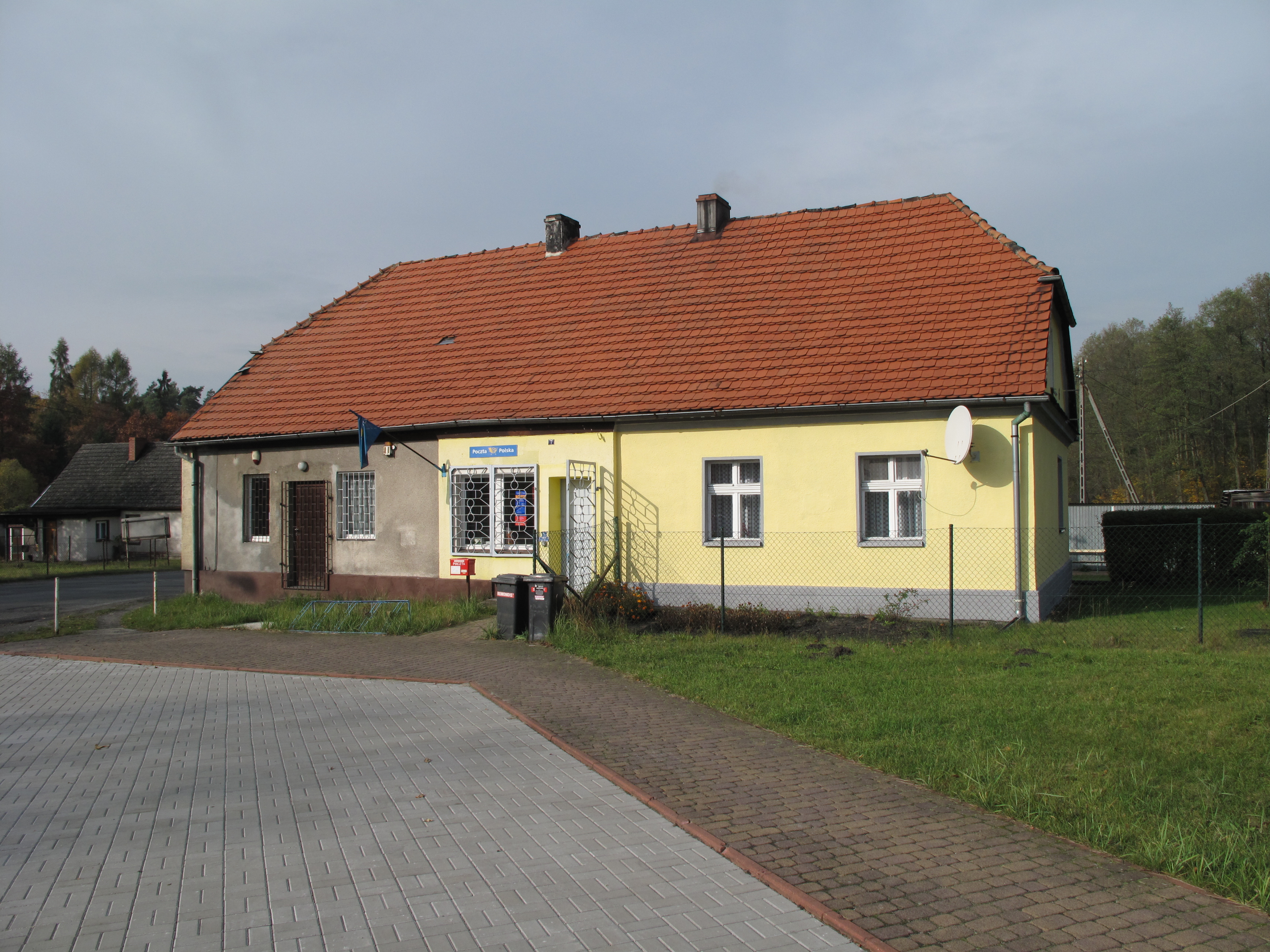
Poczta